# Герб Переяслав-Хмельницького району
Герб Переяслав-Хмельницького району — офіційний символ Переяслав-Хмельницького району Київської області, затверджений рішенням сесії Переяслав-Хмельницької районної ради від 28 грудня 2001 року.
Автор — О. Кохан.

## Опис
Гербовий щит класичної форми з заокругленою нижньою частиною увінчаний срібною квіткою калини і обрамлений бронзовим вінком із пшеничного колосся та гілок сосни, листя вільхи, дуба і липи. На червоному полі щита зображена срібна фортеця з надбрамною церквою та двома нижчими бічними баштами. Церква увінчана золотим куполом із хрестом; бічні башти мають гостроверхі золоті дахи, увінчані флюгерами. На зачиненій брамі фортеці — трикутний щит червоного кольору із зображенням золотого князівського знаку Всеволода Ярославовича.

## Значення символіки
Емблема є узагальненим образом давньоруського міста. Фортеця символізує Переяславське князівство як могутній форпост захисту Русі від набігів кочових племен половців. В основу зображення фортеці покладено реконструкцію Єпископських воріт з надбрамною Федорівською церквою, що слугували парадним в'їздом до Переяславського дитинця (автор реконструкції - архітектор Ю. Асєєв). На фортечній брамі зображений щит із особистим князівським знаком Всеволода Ярославовича — засновника Переяславського князівства. Вінок навколо щита з гілок сосни і листя вільхи, дуба й липи розповідає про характерну для району рослинність; пшеничне колосся вказує на розвинене в районі хліборобство. Срібна квітка калини, яка вінчає герб, символізує Київську область, до складу якої входить район.